# Mustafa Abu al Yazid
Mustafa Ahmed Muhammad Uthman Abu al-Yazid (17 de dezembro de 1955 - supostamente morto em maio de 2010) também conhecido como Saeed al-Masri ou Said al Masri foi um membro do Al-Qaeda, responsável pelo financeiro do grupo. Até a data de sua morte, era o terceiro homem na subordinação da Al Qaeda. Morreu num bombardeio realizado pelos Estados Unidos no Paquistão.